# عقرب البحر الكليل
عقرب البحر الكليل (الاسم العلمي: Scorpaena inermis) هي نوع من الأسماك يتبع جنس عقرب البحر من الفصيلة عقارب البحر.